# Plutothrix narendrani
Plutothrix narendrani är en stekelart som beskrevs av Kamijo 2004. Plutothrix narendrani ingår i släktet Plutothrix och familjen puppglanssteklar. Inga underarter finns listade i Catalogue of Life.